# صامويل لاغونيا
صامويل لاغونيا (بالإنجليزية: Samuel Lagonia)‏ (19 أبريل 1898 – 15 نوفمبر 1968) هو ملاكم أمريكي راحل، مثّل بلاده في الألعاب الأولمبية الصيفية 1920.

## روابط خارجية
صامويل لاغونيا على موقع أوليمبيديا (الإنجليزية)